# Азейское муниципальное образование
Азейское муниципальное образование — сельское поселение в Тулунском районе Иркутской области России. Административный центр — село Азей.

## Демография
| 2010 | 2011 | 2012 | 2013 | 2014 | 2015 | 2016 |
| ---- | ---- | ---- | ---- | ---- | ---- | ---- |
| 706  | ↘704 | ↘695 | ↘691 | ↘673 | ↘671 | ↘663 |
| 2017 |      |      |      |      |      |      |
| ↘659 |      |      |      |      |      |      |

По результатам Всероссийской переписи населения 2010 года
численность населения муниципального образования составила 706 человек, в том числе 333 мужчины и 373 женщины
.

## Населённые пункты
В состав муниципального образования входят населённые пункты:
- Азей
- Нюра